# Großmutters Liebling
Großmutters Liebling (Originaltitel: Grandma’s Boy) ist eine US-amerikanische Tragikomödie aus dem Jahr 1922 mit Harold Lloyd in der Hauptrolle. Der Film, produziert von Hal Roach unter Regie von Fred C. Newmeyer, gilt als einer der ersten Filme, die eine Komödienhandlung mit einer ernsthaften Geschichte und glaubwürdigen Figuren verbunden haben.

## Handlung
In der beschaulichen Kleinstadt Blossom Bend lebt ein 19-jähriger junger Mann, im Film „der Junge“ (the boy) genannt, gemeinsam mit seiner Großmutter. Seit frühester Kindheit ist er ängstlich und geht Ärger möglichst aus dem Weg. Er ist verliebt in das hübsche Mädchen aus der Nachbarschaft, doch ein anderer, körperlich überlegener Mann macht dem Mädchen ebenfalls dem Hof. Beim abendlichen Rendezvous zeigen sich die Sympathien des Mädchens für den Jungen, doch der wird immer wieder von seinem Liebesrivalen in die Schranken gewiesen.
Am selben Abend überfällt der herumlungernde Tramp „The Rolling Stone“ den örtlichen Juwelierladen und erschießt dabei einen Menschen. Die schockierten Bürger von Blossom Bend starten eine Suche nach dem Verbrecher, wobei sie auch in das Haus der Eltern des Mädchens platzen. Als nur noch ein Posten als Hilfssheriff zu vergeben ist, soll der Liebesrivale des Jungen hierfür ernannt werden. Der Rivale kennt jedoch die Ängstlichkeit des Jungen und kalkuliert, dass dieser auf einer Verbrecherjagd sofort scheitern und das Mädchen dann schwer enttäuschen würde. Der Rivale überlässt dem Jungen daher aus kühler Berechnung seine Dienstmarke zum Hilfssheriff.
Tatsächlich fühlt sich der Junge schnell von der Verbrecherjagd überfordert und sucht Zuflucht bei seiner geliebten Großmutter. Die erzählt dem Jungen die Geschichte seines Großvaters, der während des Sezessionskrieges auf Seiten der Südstaaten kämpfte und einen gefährlichen Auftrag hatte: Obwohl der Großvater auch ängstlich war, schaffte er es durch die Hilfe eines magischen Stabes, der ihm von einer mysteriösen alten Frau gegeben worden war, den Auftrag auszuführen. Die Großmutter holt den angeblich magischen Stab hervor, der Harold nun helfen soll. 
Am nächsten Morgen schließt sich „der Junge“ mit seinem magischen Stab wieder den anderen Hilfssheriffs auf der Jagd nach dem Verbrecher an. Nun erweist er sich überraschend als mutiger und klüger als die anderen Männer des Ortes. Den körperlich überlegenen „Rolling Stone“ kann er nach langem Kampf durch List überwinden und dem Sheriff übergeben. Auch den Liebesrivalen im Kampf um „das Mädchen“ kann er nach einer rauen Prügelei besiegen.
Der Junge ist nun endlich mutig und wird im Dorf geachtet, als ihm seine Großmutter enthüllt, dass die ganze Geschichte vom magischen Stab frei erfunden war. Es handelte sich dabei in Wahrheit um den Knauf ihres Regenschirms. Der Glaube an die Kraft des Stabes, aber vor allem er selbst haben seine Taten bewirkt. Zum Schluss nimmt das Mädchen den Verlobungsantrag des Jungen an.

## Hintergrund

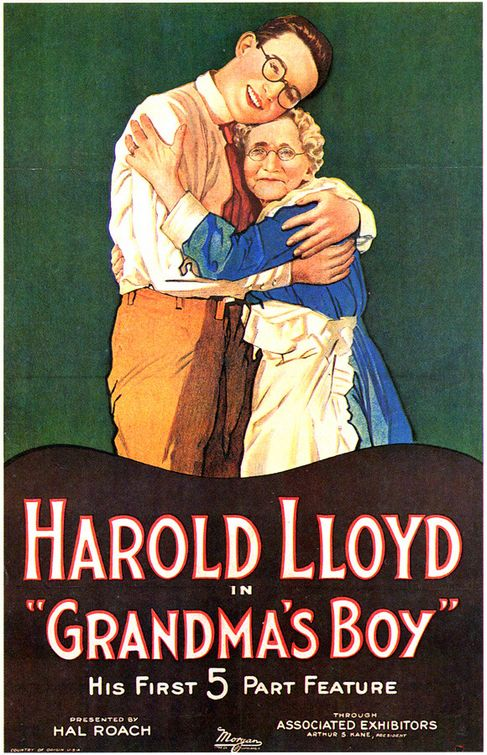
Filmplakat zu Grandma’s Boy

Eher durch Zufall hatte sich Harold Lloyds Film A Sailor-Made Man ein Jahr zuvor von der ursprünglich angedachten Kurzfilm-Komödie zu einem 60-minütigen Langfilm weiterentwickelt. A Sailor-Made Man war Lloyds erster Langfilm und ein großer Erfolg, weshalb auch sein nächster Film als Langfilm produziert werden sollte: Grandma’s Boy, dessen Grundhandlung von Lloyd entworfen war und ursprünglich eher als ernsthaftes Drama ohne wirkliche Gags gedacht war. Doch das Publikum beim Preview verlangte vom Komiker Lloyd eine weitere Komödie. Daher entwarf man weitere komödiantische Szenen, die schließlich in den Film gefügt wurden. So entstand die damals ungewöhnliche Mischung aus Melodram und Komödie, die zuvor praktisch nur bei Charlie Chaplins The Kid (1921) vorhanden war. Wegen der spannenden Handlung wird Grandma's Boy auch in das Genre der Thrill comedys gezählt, zu denen auch Lloyds Ausgerechnet Wolkenkratzer! gehört. Die Dreharbeiten dauerten insgesamt rund fünf Monate, damals eine lange Zeit für einen Filmdreh.
Anna Townsend spielte die Großmutter und wurde am 5. Januar 1845 geboren, womit sie den im Film geschilderten Bürgerkrieg tatsächlich als junge Frau miterlebt hatte. Sie spielte auch noch in den Lloyd-Filmen Dr. Jack und Safety Last!, ehe sie im August 1923 starb.

## Rezeption
Durch den Erfolg bei Kritik und Publikum mit diesem Film konnte Lloyd zu Charlie Chaplin als einem der drei großen Stummfilmkomiker aufschließen (der dritte im Bunde ist Buster Keaton). Er nahm fast eine Million US-Dollar ein, damals eine hohe Summe. Chaplin, der sonst eher selten andere Komiker lobte, schrieb über Grandma's Boy: „Eines der bestkonstruierten Drehbücher, die ich je gesehen habe. Der Junge hat ein feines Verständnis von Licht und Schärfe, und der Film hat mich artistisch wirklich inspiriert.“ Das Lexikon des internationalen Films schrieb mit dem Abstand vieler Jahrzehnte über Großmutters Liebling: „Lloyds erstes Meisterstück in abendfüllendem Format gefällt durch eine sympathische Schlichtheit, bleibt in seiner Wirkung aber hinter späteren vielseitigeren und spektakuläreren Werken zurück.“